# Liberté d'association
La liberté d'association consiste en la possibilité de former ou de rejoindre un groupe pour une durée prolongée. C'est le droit de constituer, d'adhérer et de refuser d'adhérer à une association.

## Droit international
Plusieurs textes internationaux reconnaissent la liberté d'association :
- En 1948, l’Assemblée générale des Nations unies proclame dans la Déclaration universelle des droits de l’Homme le droit de s’associer librement ;
- En 1950, la Convention européenne des droits de l'homme consacre la liberté de réunion et d’association ;
- En 1966, le Pacte international relatif aux droits civils et politiques garantit le droit de s’associer librement ;
- En 1981, la Charte africaine des droits de l'homme et des peuples consacre la liberté d'association et condamne toute adhésion associative obligatoire comme une violation de ce droit fondamental sous réserve de l'obligation de solidarité ;
- En 1990, la Convention internationale des droits de l’enfant consacre la liberté d’association des mineurs ;
- En 1999, la Cour européenne des droits de l’Homme condamne toute adhésion associative obligatoire comme étant contraire à la Convention européenne des droits de l'homme[1].

## Par pays

### Canada
En droit canadien, la liberté d'association est protégée par l'article 2d) de la Charte canadienne des droits et libertés.  En matière de rapports collectifs du travail, les règles concernant le droit d'association sont énoncées aux articles 3 à 20.0.1 du Code du travail du Québec. Au fil du temps, la Cour suprême du Canada en est venue à reconnaître des protections constitutionnelles au sein des rapports collectifs du travail, notamment en ce qui a trait au processus de négociation collective, et plus récemment, au droit de grève.

### France
La loi du 1er juillet 1901 introduit et réglemente la liberté d'association.
En 1956, le Conseil d'État se réunit en Assemblée et reconnaît la liberté d'association comme faisant partie des Principes fondamentaux reconnus par les lois de la République (CE, ass., 1956, Amicale des Annamites de Paris).
La liberté d'association est constitutionnalisée par la décision du Conseil constitutionnel français du 16 juillet 1971 qui lui donne le statut de Principe fondamental reconnu par les lois de la République. Cette décision du Conseil constitutionnel français du 16 juillet 1971 va être un tournant dans les fonctions mêmes du conseil constitutionnel : donnant ainsi le caractère constitutionnel aux libertés fondamentales, le conseil constitutionnel va devenir gardien des droits et libertés fondamentales.
Les restrictions consistent à garantir la sécurité nationale, l'atteinte à la forme républicaine du Gouvernement, l'intégrité territoriale, la sûreté publique, la défense de l'ordre, la prévention du crime, la protection de la santé, de la morale, la protection de la réputation d'autrui.

### Monaco
L'article 30 de la constitution monégasque de 1962 prévoit que « la liberté d’association est garantie dans le cadre des lois qui la réglementent ». La loi no 1.355 du 23 décembre 2008 règlemente les associations et dispose dans son article 5 qu'elles « se forment librement sans autorisation ni déclaration préalable ».

### Suisse
En Suisse, la Constitution fédérale prévoit que « La liberté d’association est garantie. Toute personne a le droit de créer des associations, d’y adhérer ou d’y appartenir et de participer aux activités associatives. Nul ne peut être contraint d’adhérer à une association ou d’y appartenir » (article 23).

## Atteintes aux libertés associatives
La société civile agissante, via notamment des associations, est fréquemment l'objet de nombreuses attaques. Les atteintes subies peuvent être d’ordre policier ou judiciaire (répression des militants), politique (atteinte à la réputation), financier (imprévisibilité, baisse ou fin des subventions) ou encore contre la capacité citoyenne à s’organiser (stratégie de division, fausse concertation). Afin de lutter contre ce phénomène touchant l'Europe, notamment en Hongrie, Italie, Pologne, République tchèque, Slovaquie, Slovénie et France, seize fondations ont lancé en 2018 le programme Civitates (« Citoyens » en latin)  pour former des coalitions associatives. 
En France « L.A. Coalition » (« L. A. » pour Liberté associative) est créée en 2019. Elle est constituée de membres de la société civile, notamment des collectifs citoyens et militants, des associations, des syndicats, des lanceurs d’alerte, des structures de l’économie sociale et solidaire à but non lucratif et des médias citoyens, et se fixe comme objectif de "proposer des stratégies de riposte contre les répressions subies par le secteur associatif". Un « observatoire des libertés associatives » permet de documenter les atteintes à ces libertés. Un premier rapport sorti en octobre 2020, réalisé avec l'appui d’un comité scientifique, dresse le tableau des diverses atteintes et entraves aux actions des collectifs de citoyens, et propose des mesures pour mieux protéger les libertés associatives.